# ПМЗ-40
ПМЗ-40 — советская противотанковая противогусеничная мина нажимного действия.
Представляла собой округлую металлическую коробку, внутри которой помещался заряд взрывчатки и устанавливался взрыватель. Взрыв происходит при наезжании гусеницей танка или колесом автомобиля на верхнюю крышку мины.

## История
Разработана в СССР, была принята на вооружение ВС СССР, в 1940 году. Производилась в 1940 — 1941 годах. Применялась в небольших количествах в годы Второй Мировой Войны частями Красной Армией. Оказалась сложной в производстве и обращении, поэтому со временем была заменена противотанковой миной ТМ-41.
По данным на 2009 год мина больше не производится.